# Aleksy (Kutiepow)
Aleksy, imię świeckie Andriej Nikołajewicz Kutiepow (ur. 10 maja 1953 w Moskwie) – metropolita Rosyjskiego Kościoła Prawosławnego.

## Życiorys
Urodził się w rodzinie robotniczej. W 1970, po ukończeniu szkoły średniej, rozpoczął studia na kierunku chemia, które po dwóch latach przerwał i wstąpił do moskiewskiego seminarium duchownego, gdzie uzyskał dyplom w 1975 r. 15 lutego 1975 został wyświęcony na diakona, zaś 22 lutego tego samego roku – na prezbitera. Został skierowany do pracy duszpasterskiej jako proboszcz parafii przy soborze Ikony Matki Bożej „Znak” w Irkucku oraz dziekan I i II dekanatu irkuckiego. 7 września 1975 złożył wieczyste śluby zakonne w ławrze Troicko-Siergijewskiej. 8 września mianowany igumenem, zaś 20 listopada – archimandrytą. W 1979 ukończył wyższe studia teologiczne w Moskiewskiej Akademii Duchownej.
W maju 1980 został dziekanem dekanatów włodzimierskiego i muromskiego oraz proboszczem parafii przy soborze Zaśnięcia Matki Bożej we Włodzimierzu. 27 marca 1984 mianowany namiestnikiem ławry Troicko-Siergijewskiej. 1 grudnia 1988 miała miejsce jego chirotonia na biskupa zarajskiego, wikariusza eparchii moskiewskiej. 30 grudnia podniesiony do godności arcybiskupiej. 20 lipca 1990 nominowany do objęcia katedry ałmackiej i kazachstańskiej, podjął pracę duszpasterską w tejże eparchii z tytułem arcybiskupa ałmackiego i semipałatyńskiego, zaś od 31 marca 1999 – astańskiego i ałmackiego. 7 października 2002 Święty Synod Rosyjskiego Kościoła Prawosławnego przeniósł go na katedrę tulską i bielowską przy równoczesnym objęciu stanowiska rektora seminarium duchownego w Tule. 20 kwietnia 2009 podniesiony do godności metropolity.
27 grudnia 2011, w związku z podziałem eparchii tulskiej na dwie, jego tytuł zmieniono na metropolita tulski i efremowski.